# Les Moissons du ciel
Pour plus de détails, voir Fiche technique et Distribution.
Les Moissons du ciel (titre original : Days of Heaven) est un film américain réalisé par Terrence Malick, sorti en 1978.
C'est le deuxième film de Terrence Malick après La Balade sauvage.

## Synopsis
En 1916, Bill, ouvrier dans une fonderie, sa petite amie Abby et sa sœur Linda fuient Chicago pour faire les moissons au Texas. Voyant là l'occasion de sortir de la misère, Bill pousse Abby à céder aux avances d'un riche fermier, qu'ils savent atteint d'une maladie incurable. Mais Abby finit par tomber amoureuse du fermier. Bill comprend, pourtant.

## Fiche technique
- Titre original : Days of Heaven
- Titre français : Les Moissons du ciel
- Réalisation : Terrence Malick
- Scénario : Terrence Malick
- Directeur de la photographie : Néstor Almendros
- Musique : Doug Kershaw, Leo Kottke, Ennio Morricone, Camille Saint-Saëns ("Aquarium" du Carnaval des animaux pour l'ouverture du film)
- Costumes : Patricia Norris
- Producteurs : Bert et Harold Schneider
- Société de production : Paramount Pictures
- Société de distribution : Paramount Pictures
- Pays d'origine : États-Unis
- Langue : anglais, italien
- Genre : Film dramatique
- Durée : 94 minutes
- Dates de sortie :
  - États-Unis : 13 septembre 1978 (Première), 6 octobre 1978 (sortie nationale)
  - France : 15 mai 1979 (Festival de Cannes 1979), 16 mai 1979 (sortie nationale)

## Distribution
- Richard Gere (VF : Michel Creton) : Bill
- Brooke Adams (VF : Hélène Manesse) : Abby
- Sam Shepard (VF : Pierre Arditi) : le fermier
- Linda Manz (VF : Aurélia Bruno) : Linda
- Robert J. Wilke (VF : Henry Djanik) : le contremaître de la ferme
- Jackie Shultis (VF : Joëlle Fossier) : l'amie de Linda
- Stuart Margolin : le contremaître de l'usine
- Tim Scott : l'aide-cueilleur
- Gene Bell : le danseur
- Doug Kershaw : le violoniste
- Richard Libertini : le chef du vaudeville
- Frenchie Lemond : le catcheur du vaudeville
- Sahbra Markus : la danseuse du vaudeville
- Bob Wilson : le comptable
- Muriel Jolliffe : la directrice
- John Wilkinson : le prêtre
- King Cole : un travailleur à la ferme

## Production

### Préproduction
Le producteur Bert Schneider réussit à obtenir les fonds nécessaires pour le film auprès de la Paramount Pictures en s'engageant sur un budget préétabli : il aurait à payer de sa poche tout dépassement de budget.
Il déclara par la suite : 

« C'était le genre d'accord que j'aimais conclure car j'obtenais ainsi le final cut, et je n'avais pas à demander la permission de qui que ce soit pour engager telle personne au lieu de telle autre. »

### Choix des interprètes
D'après la directrice de casting Dianne Crittenden, le réalisateur Terrence Malick voulait initialement que l'acteur John Travolta joue le rôle de Bill, car il avait l'impression que celui-ci serait capable d'adopter une attitude « classe ouvrière » appropriée pour le rôle. Travolta fut contraint de refuser le rôle, du fait d'un problème de planning : il était en effet la vedette d'une série télévisée, Welcome Back, Kotter, et les producteurs refusèrent de libérer l'acteur. La déception fut si grande pour Malick qu'elle explique en partie, selon Travolta, la très longue absence du réalisateur, dégoûté par le système hollywoodien. Malick ne revint d'ailleurs à la réalisation qu'en 1998 avec La Ligne rouge.
Terrence Malick choisit finalement Richard Gere, qui était un fervent admirateur de son premier long-métrage, La Balade sauvage (Badlands), et enthousiaste à l'idée de travailler avec Malick.
Le réalisateur proposa le rôle du fermier à Sam Shepard après l'avoir vu dans le film Renaldo et Clara de Bob Dylan.

### Tournage

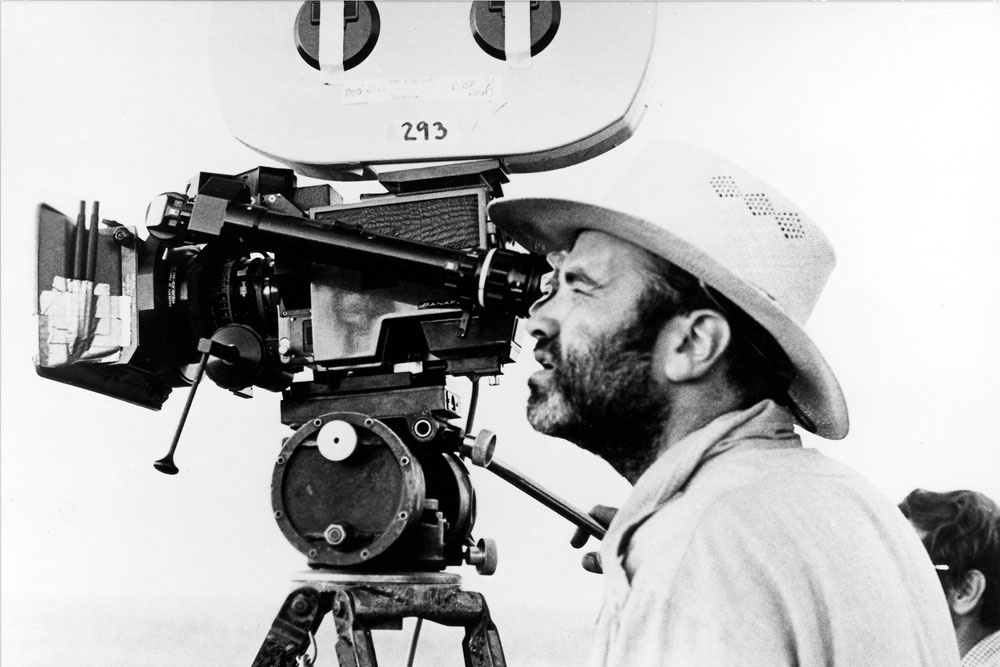
Le réalisateur Terrence Malick, sur le tournage du film.

Le tournage commença à l'automne 1976. Bien que l'action du film soit située au Texas, les plans en extérieur furent tournés dans la province d'Alberta, au Canada. Le directeur artistique Jack Fisk construisit les décors pour les scènes d'extérieur en contreplaqué, y compris la maison du fermier.
Le directeur de la photographie Néstor Almendros était en fait en train de perdre la vue au moment où le tournage débuta, et pour choisir ses cadrages, « il faisait prendre par un de ses assistants des photos au Polaroid de la scène, qu'il examinait ensuite à travers ses épais verres de lunettes. »
D'après Almendros, le réalisateur Terrence Malick voulait « un film très visuel, où l'intrigue serait dévoilée par les images elles-mêmes. Très peu de gens veulent vraiment donner cette priorité-là à l'image. D'habitude le réalisateur donne la priorité aux acteurs et à l'intrigue, mais ici l'intrigue est racontée visuellement. »
Une bonne partie des plans étaient tournés pendant l'heure bleue, qu'Almendros qualifiait « d'euphémisme, car elle ne dure pas une heure, mais plutôt 25 minutes, dans le meilleur des cas. C'est le moment où le soleil vient juste de se coucher, et alors qu'il ne fait pas encore nuit. Le ciel est lumineux, mais il n'y a pas de soleil à proprement parler. La lumière est très douce, elle a quelque chose de magique. Du coup, notre temps de tournage quotidien était limité à 20 minutes, mais ça s'est révélé payant en termes de rendu à l'écran. Ça donnait aux images un air magique, une beauté romantique. » Cette « magie » se retrouve même dans les scènes d'intérieur, pour lesquelles la lumière naturelle était exploitée au mieux. « À cette époque il n'y avait pas d'électricité », disait Almendros. « C'était avant que l'électricité soit inventée [sic] et par conséquent il y avait moins de lumière. Les films d'époque devraient avoir moins de lumière. Dans un film d'époque la lumière devrait venir des fenêtres, car c'est comme ça que les gens vivaient. »
Alors que la photographie proprement dite donnait d'excellents résultats, le reste de la production fut difficile dès le début. On raconte[Qui ?] que les comédiens et l'équipe technique percevaient Malick comme quelqu'un de froid et distant.
Après deux semaines de tournage, Malick était si déçu par les rushes qu'il décida de « prendre le scénario par un autre bout, dans le style de Tolstoï plutôt que de Dostoievski, de jouer sur des plans larges au lieu d'utiliser la profondeur de champ et de tourner des kilomètres de pellicule avec l'espoir de résoudre les problèmes dans la salle de montage. »
Cette nouvelle approche agaça Richard Gere, qui déclara par la suite que Malick était un indécis qui ne savait pas diriger les acteurs. Il fut déçu par Malick au point de penser sérieusement à quitter le tournage. Le style lent et posé de Malick mit également en colère Schneider. La production prenait du retard, avec des coûts dépassant le budget initial d'environ 800 000 dollars américains, alors que Schneider avait déjà hypothéqué sa maison pour couvrir les frais supplémentaires.

### Musique
Le thème musical principal du film est le titre Aquarium, extrait du Carnaval des animaux de Camille Saint-Saëns, utilisé à trois reprises : pendant le générique de début, au milieu du film, et lors de la scène finale. Cette musique a été popularisée par son utilisation lors de la montée des marches du festival de Cannes.

## Autour du film
- Le film projeté en petit comité est L'Émigrant, un court métrage de Charlie Chaplin sorti en 1917.

## Distinctions

### Récompenses
- Festival de Cannes 1979 : prix de la mise en scène.
- Oscars 1978 : Oscar de la meilleure photographie.

### Conservation
- 2007 : National Film Preservation Board.

### Hommage
Sur le site Allociné, le film fait partie des films ayant obtenu la note maximale de 5 étoiles pour toutes les critiques de la presse recensées.